# روزها (فیلم ۲۰۲۰)
روزها ( چینی: 日子 ) یک فیلم درام تایوانی محصول سال ۲۰۲۰ به کارگردانی سای مینگ لیانگ است که برای کسب خرس طلایی در بخش اصلی رقابت در هفتادمین جشنواره بین‌المللی فیلم برلین انتخاب شد. این فیلم جایزه تدی هیئت داوران را در هفتادمین برلیناله از آن خود کرد.
مثل بیشتر نمونه فیلم‌های سای مینگ لیانگ، روزها اثری مینیمالیستی دارای آهنگی آرام، و دیالوگ‌های اندک و بدون زیرنویس است.    لی کانگ شنگ در نقش کانگ بازی می‌کند و آنونگ هانگهانگسی در اولین تجربه بازیگری خود در سینما، در نقش یک مهاجر لائوسی در تایلند به نام نون، ظاهر شده است. 